# 瑪麗·伊莉莎白·文斯蒂德
瑪麗·伊莉莎白·文斯蒂德（英語：Mary Elizabeth Winstead，1984年11月28日—）是一名美国女演員，曾入選美國演員工會獎與青年艺术家奖提名，2016年憑藉《科洛弗10號地窖》首度於土星獎被提名為最佳女主角。
她被稱為「尖叫女王」（意指該女演員擅演驚悚片），其理由便是因為她演出許多知名的驚悚片，如《死神來了3》、《金刚不坏》、《絕命聖誕夜》以及賣座的代表作品《科洛弗10號地窖》；在《超人高校》、《驚爆時刻》、《終極警探4.0》以及《歪小子史考特》等多部不同類型的電影當中，都有相當亮眼的表現。

## 早期生涯
瑪麗·伊莉莎白·文斯蒂德在北卡羅萊納州出生，是貝蒂·洛（Betty Lou）與詹姆斯·羅納德·文斯蒂德（James Ronald Winstead）之女。她五歲的時候，隨家人搬到猶他州的桑迪。她從小就對表演很有興趣，便開始學習芭蕾舞與演戲。她還是個小孩的時候，就曾經演出芭蕾舞版的《胡桃鉗》。為了成為芭蕾舞者，她11歲的時候進入了紐約的知名的傑弗瑞芭蕾舞學校的夏訓。在那裡，除了芭蕾外，也學到了爵士舞，也讓她下定決心拍戲，並結束在百老匯的演出。她童年時為了訓練演出經歷，也參加了國際兒童合唱團。

## 職業生涯

### 初期
文斯蒂德在1997年開始演藝生涯，最初是演出哥倫比亞廣播公司（CBS）的電視劇《與天使有約》與《應許之地》。之後，1999年到2000年間，她在美國國家廣播公司（NBC）的肥皂劇《情慾》裡，扮演潔西卡·班納特。接著在2001年到2002年間演出CBS的《狼湖》與《怪獸島》。

### 成名
她以獨立製片的方式著手演出於喜劇片《簽出》，以及另一部由華特迪士尼影業製作的《超人高校》都非常賣座，瑪麗也因此成名。

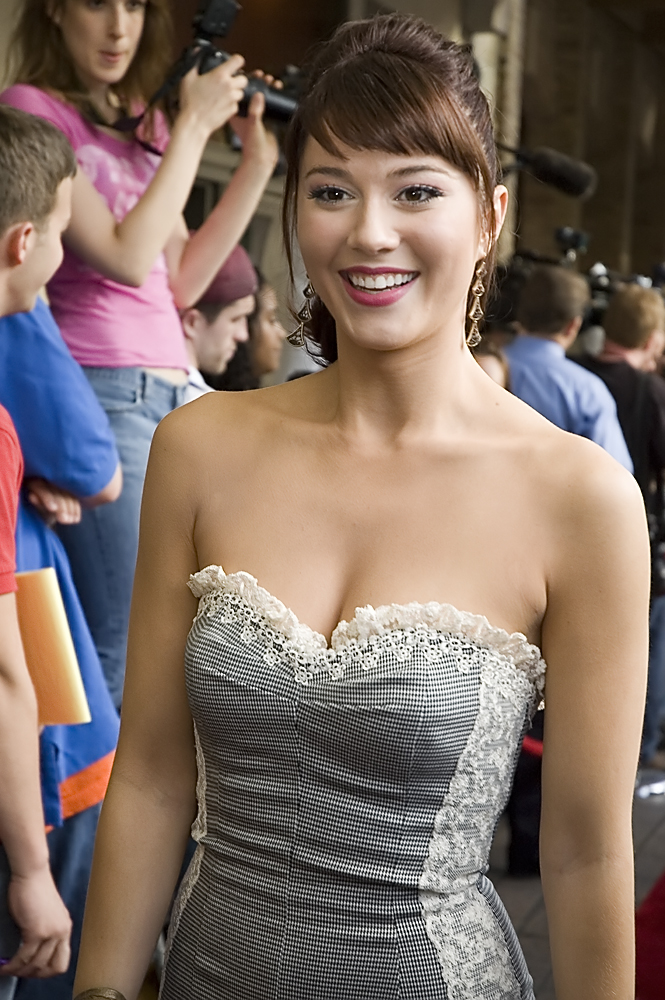
瑪麗於2007年3月出席《瘋人鋸院》位於德州的首映

在《超》片演出後，她與《X檔案》的黄毅瑜與葛倫·摩根兩位創作型的製片家合作，演出《絕命終結站3》。此後，黃與摩根又與她合作拍攝恐怖片《絕命聖誕夜》。然而這部作品表現失敗。有一天，文斯蒂德參加了由傑·雷諾所主持的《今夜秀》，並在該節目諷刺了恐怖片女主角，而成為她進軍喜劇片的契機。

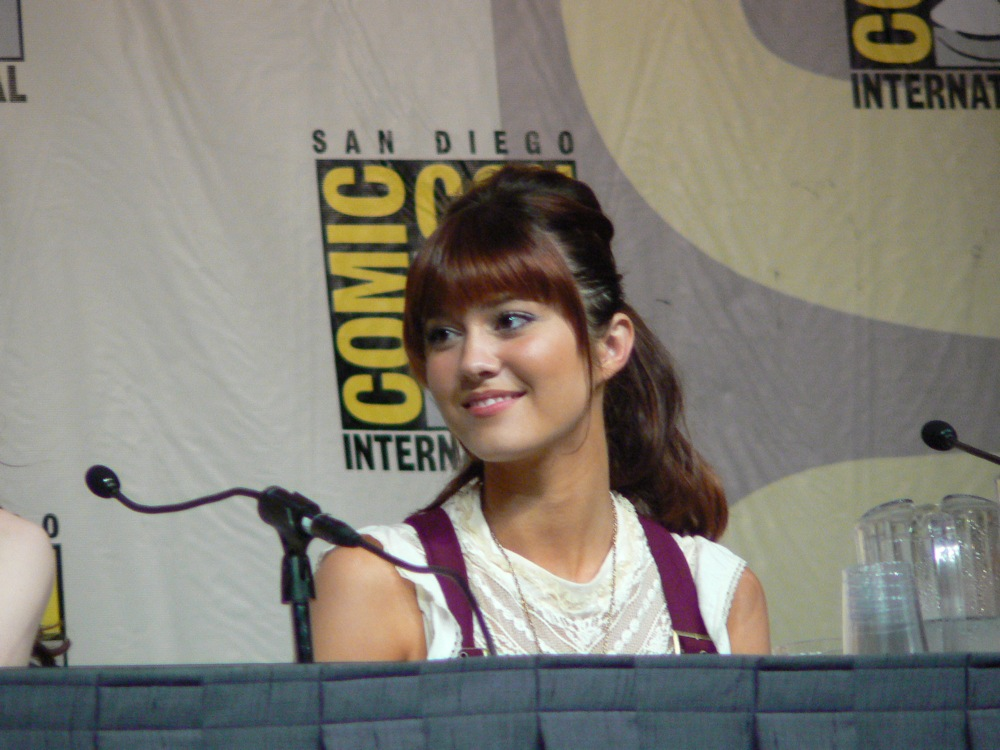
瑪麗出席2006年在聖地牙哥國際漫畫展上映的《瘋人鋸院》

同年，她演出艾米利奧·艾斯特維茲執導的《驚爆時刻》，她在劇中有相當多的戲份，而該部電影也非常成功。她因該片被列名於美國影視演員協會獎。

### 近況與未來發展
2007年，文斯蒂德的身影出現在許多強檔電影。在《不死殺陣》裡她演出配角，雖然該片的收益不如預期的好，但是備受肯定。同年夏天，她在《終極警探4.0》裡演出主角布魯斯·威利的女兒露西·麥克連，而該片光是在美國就賺進一億三千萬元，成為瑪麗最成功的作品之一。接著，她更傳出嘗試演繹當時喬斯·溫登正籌備的作品《正義聯盟》中的神奇女俠，只不過後來溫登因忙碌於撰寫劇本以及執導另一部電影的關係，所以他決定先將此計畫擱置。
2008年，她在《唯舞獨尊》一片中擔當演出，該片是一部在芝加哥與溫尼伯拍攝的舞蹈片。5月16日，宣布文斯蒂德與麥可·塞拉、安娜·坎卓克、布麗·拉森以及克里斯·伊凡等人共同演出一部由漫畫改編的電影《歪小子史考特》，該片於2009年3月在多倫多開拍，於同年8月完成拍攝，並於2010年暑假正式上映發行。

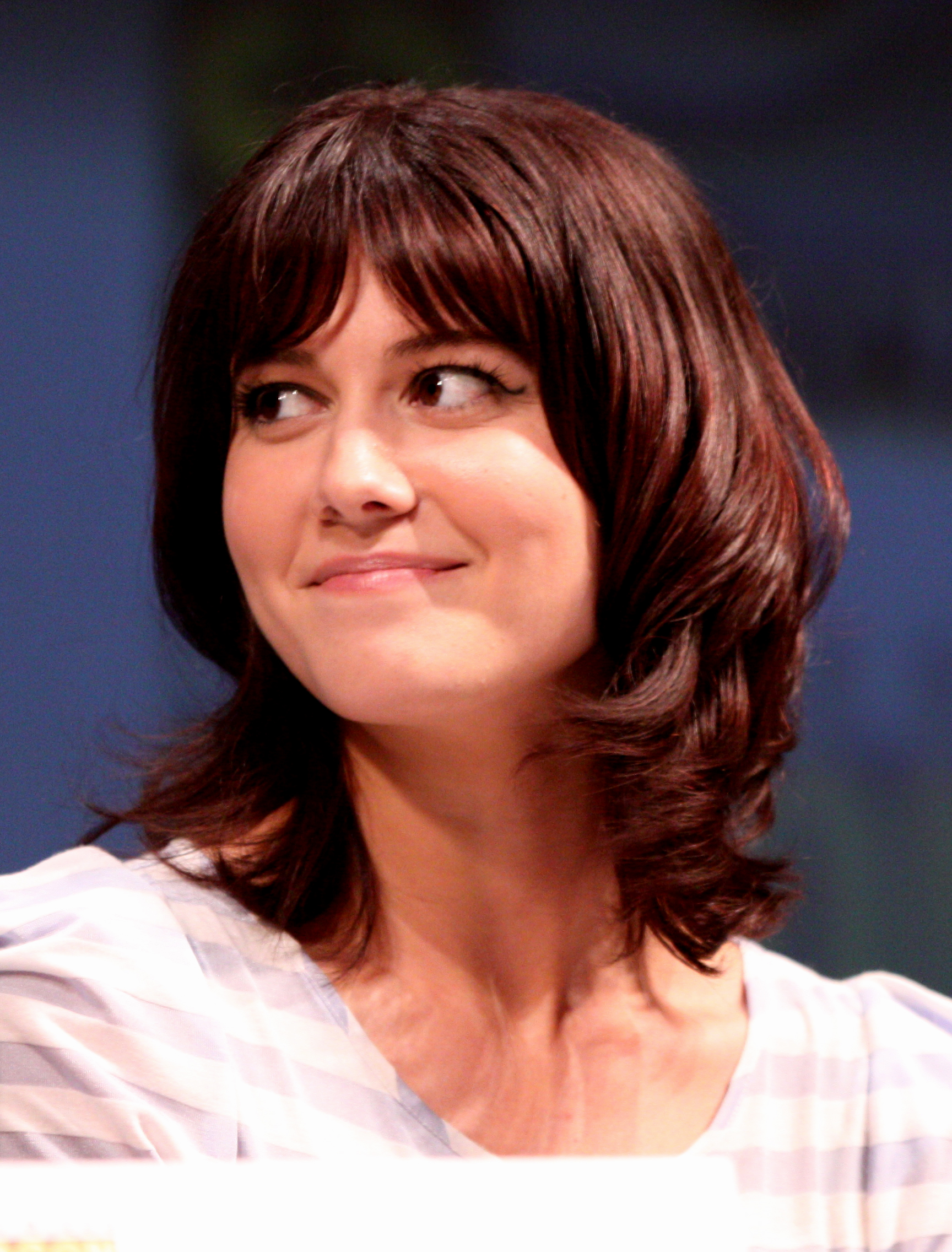
瑪麗於2010年7月出席聖地牙哥國際動漫展

2011年，文斯蒂德再度挑戰驚悚片為馬諦司·范海尼傑所執導的《極地詭變》，此部為1982年《突變第三型》的前傳。之後2012年，她還演出了《吸血鬼獵人：林肯總統》瑪麗·陶德·林肯一角，2013年更回鍋客串了《終極警探：跨國救援》麥克連之女。
2014年，文斯蒂德又再一次接下了驚悚片女主角，此次她演出了由丹·崔克坦伯格所執導的《科洛弗10號地窖》，這部電影於2014年10月20日在路易斯安那州的紐奧良開拍，拍攝為期大約兩個月，於同年12月15日結束拍攝。後來一直到2016年3月11日於美國正式上映，此部電影獲得了許多正面好評，在美國首週末票房以及隨後的全球票房更開出了佳績，接著文斯蒂德更以此片入圍了青少年票選獎及土星獎等多項大獎。
2018年1月17日，宣布文斯蒂德將演出李安所執導的新片《雙子殺手》女特工Danny一角，並與威爾史密斯共同演出。
2018年9月，宣布文斯蒂德將出任DC擴展宇宙的第八部作品《猛禽小隊：小丑女大解放》中的「女獵手」海倫娜·柏內利一角，並於2019年1月開拍。
2022年1月，瑪麗·伊莉莎白·文斯蒂德確定參演影集《亞蘇卡 (電視劇)》，在片中飾演希娜·仙杜拉一角，此片於2022年4月開拍。
2023年2月22日，瑪麗·伊莉莎白·文斯蒂德宣佈出演影集《莫斯科紳士(電視劇)》，將出演安娜·烏爾班諾娃一角，並於2023年2月27日在英國大曼徹斯特郡博爾頓開拍，最終在2024年3月29日播出。
2024年10月6日，瑪麗·伊莉莎白·文斯蒂德主演電影《Rich Flu》於錫切斯影展首映。

## 演出作品

### 電影
| 年份   | 片名                        | 角色                                                        | 備註                                                                       |
| ------ | --------------------------- | ----------------------------------------------------------- | -------------------------------------------------------------------------- |
| 2005   | 《剎靈》                    | 年輕艾芙琳（Young Evelyn）                                  |                                                                            |
| 2005   | 《簽出》                    | 麗莎·艾普爾（Lisa Apple）                                   |                                                                            |
| 2005   | 《超人高校》                | 關·葛瑞森（Gwen Grayson）／皇家痛苦（Royal Pain）           |                                                                            |
| 2006   | 《絕命聖誕夜》              | 海瑟·費茲傑拉德（Heather Fitzgerald）                       |                                                                            |
| 2006   | 《驚爆時刻》                | 蘇珊·泰勒（Susan Taylor）                                   |                                                                            |
| 2006   | 《絕命終結站3》             | 溫蒂·克莉絲汀森（Wendy Christensen）                        |                                                                            |
| 2006   | 《縱情女郎》                | 英格麗德·超級明星（Ingrid Superstar）                       |                                                                            |
| 2007   | 《終極警探4.0》             | 露西·麥克連（Lucy McClane）                                 |                                                                            |
| 2007   | 《不死殺陣》                | 麗·蒙哥馬利（Lee Montgomery）                               |                                                                            |
| 2008   | 《唯舞獨尊》                | 蘿琳（Lauryn）                                              |                                                                            |
| 2010   | 《歪小子史考特》            | 羅夢娜·福勞爾（Ramona V. Flowers）                          | 第13届美国青少年选择奖最佳动作片女演员提名                                 |
| 2011   | 《極地詭變》                | 凱特·洛伊德（Kate Lloyd）                                   |                                                                            |
| 2012   | 《醉生夢醒》                | 凱特·漢納（Kate Hannah）                                    | 第28届美国独立精神奖最佳女主角提名、第12届凤凰城影评人协会奖最佳女主角提名 |
| 2012   | 《吸血鬼獵人：林肯總統》    | 玛丽·托德                                                   |                                                                            |
| 2013   | 《查尔斯·斯旺三世心灵一瞥》 | 維多利亞（Victoria）                                        |                                                                            |
| 2013   | 《青春年華》                | 荷莉·奇利（Holly Keely）                                    |                                                                            |
| 2013   | 《老爸老媽離婚時》          | 蘿倫（Lauren）                                              |                                                                            |
| 2013   | 《終極警探：跨國救援》      | 露西·麥克連（Lucy McClane）                                 | 僅院線版                                                                   |
| 2014   | 《錯誤》                    | 克萊兒 （Claire）                                           | 兼監製                                                                     |
| 2014   | 《婚姻危機》                | 艾莉克絲（Alex）                                            |                                                                            |
| 2014   | 《告密者》                  | 安娜·西蒙斯（Anna Simons）                                  |                                                                            |
| 2014   | Showing Up                  | 她自己                                                      | 紀錄片                                                                     |
| 2016   | 《重返心原點》              | 關（Gwen）                                                  |                                                                            |
| 2016   | 《科洛弗10號地窖》          | 米雪兒（Michelle）                                          |                                                                            |
| 2016   | 《屍控奇幻旅程》            | 莎拉（Sarah）                                               |                                                                            |
| 2018   | 《蓮娜的一切》              | 蓮娜·格爾德（Nina Geld）                                    |                                                                            |
| 2019   | 《雙子殺手》                | 丹妮爾·「丹妮」·扎卡雷夫斯基（Danielle "Danny" Zakarewski） |                                                                            |
| 2019   | 《你失去的部分》            | 蓋爾（Gail）                                                |                                                                            |
| 2020   | 《猛禽小隊：小丑女大解放》  | 「女獵手」海倫娜·柏內利                                     |                                                                            |
| 2021   | 《絕命凱特》                | 凱特（Kate）                                                |                                                                            |
| 2024   | 《財富流感(暫譯)》          |                                                             | 第57屆錫切斯電影節首映                                                     |
| 拍攝中 | 《新版推動搖籃的手》        |                                                             |                                                                            |

### 電視
| 年份      | 名稱                  | 角色                          | 備註                                                                          |
| --------- | --------------------- | ----------------------------- | ----------------------------------------------------------------------------- |
| 1997      | 《與天使有約》        | Kristy                        | 集數："A Delicate Balance"                                                    |
| 1998      | Promised Land         | Chloe                         | 集數："Recycled"、"Denver: Welcome Home"                                      |
| 1999–2000 | Passions              | Jessica Bennett               | 常規角色；89集                                                                |
| 1999      | 《玉米田的控訴》      | 安妮·雅各布斯（Annie Jacobs） | 電視電影                                                                      |
| 2000      | Father Can't Cope     | Tara                          | 試播集                                                                        |
| 2001–2002 | 《狼湖》              | Sophia Donner                 | 主演                                                                          |
| 2004      | 《神秘召喚》          | Bridget Elkins                | 集數："失落的愛"                                                              |
| 2004      | 《狂島凶靈》          | Madison                       | 電視電影                                                                      |
| 2012      | 《奇幻心旅》          | Leah                          | 網路劇                                                                        |
| 2015      | Exposed               | Anna Loach                    | 試播集                                                                        |
| 2015      | Quarry                | Joni                          | 未執行電視試播                                                                |
| 2015      | 《回歸之人》          | Rowan Blackshaw               | 主演                                                                          |
| 2015      | 《喜劇大暴走》        | 她自己                        | 集數："瑪麗·伊莉莎白·文斯蒂德身穿A-Line短裙…"                                 |
| 2016      | 《布拉德·尼利神經秀》 | Guest Star（配音）            | 集數："For Streep"                                                            |
| 2016      | 《吃腦外星人》        | 勞蘿兒（Laurel）              | 主演                                                                          |
| 2016–2017 | 《慈悲街》            | 瑪麗·芬尼                     | 主演                                                                          |
| 2017      | 《冰血暴》            | 妮姬·史旺戈（Nikki Swango）   | 主演（第三季）；9集， 第8届美国评论家选择电视奖-电视电影/限定剧最佳女配角提名 |
| 2017      | 《蛋險二人組》        | Trix Blixon（配音）           | 集數："The Big Z/Trix Blixon"                                                 |
| 2019      | 《愛x死x機器人》      | 蓋爾（Gail）                  | 第16集："Ice Age"                                                             |
| 2021      | 《詹姆斯·柯登深夜秀》 | 她自己                        | 集數："Drew Barrymore; Mary Elizabeth Winstead"                               |
| 2023      | 《亞蘇卡》            | 赫拉·辛杜拉（Hera Syndulla）  |                                                                               |
| 2023      | 《莫斯科紳士》        | 安娜·烏爾班諾娃（Anna Urbanova）           | 主演                                                                          |

## 外部連結
- Mary Elizabeth Winstead在互联网电影资料库（IMDb）上的資料（英文）